# Eremitskogstrast
Eremitskogstrast (Catharus guttatus) är en liten fågel i familjen trastar som förekommer i Nordamerika. Den är en mycket sällsynt gäst i Europa med bland annat ett fynd i Sverige.

## Utseende

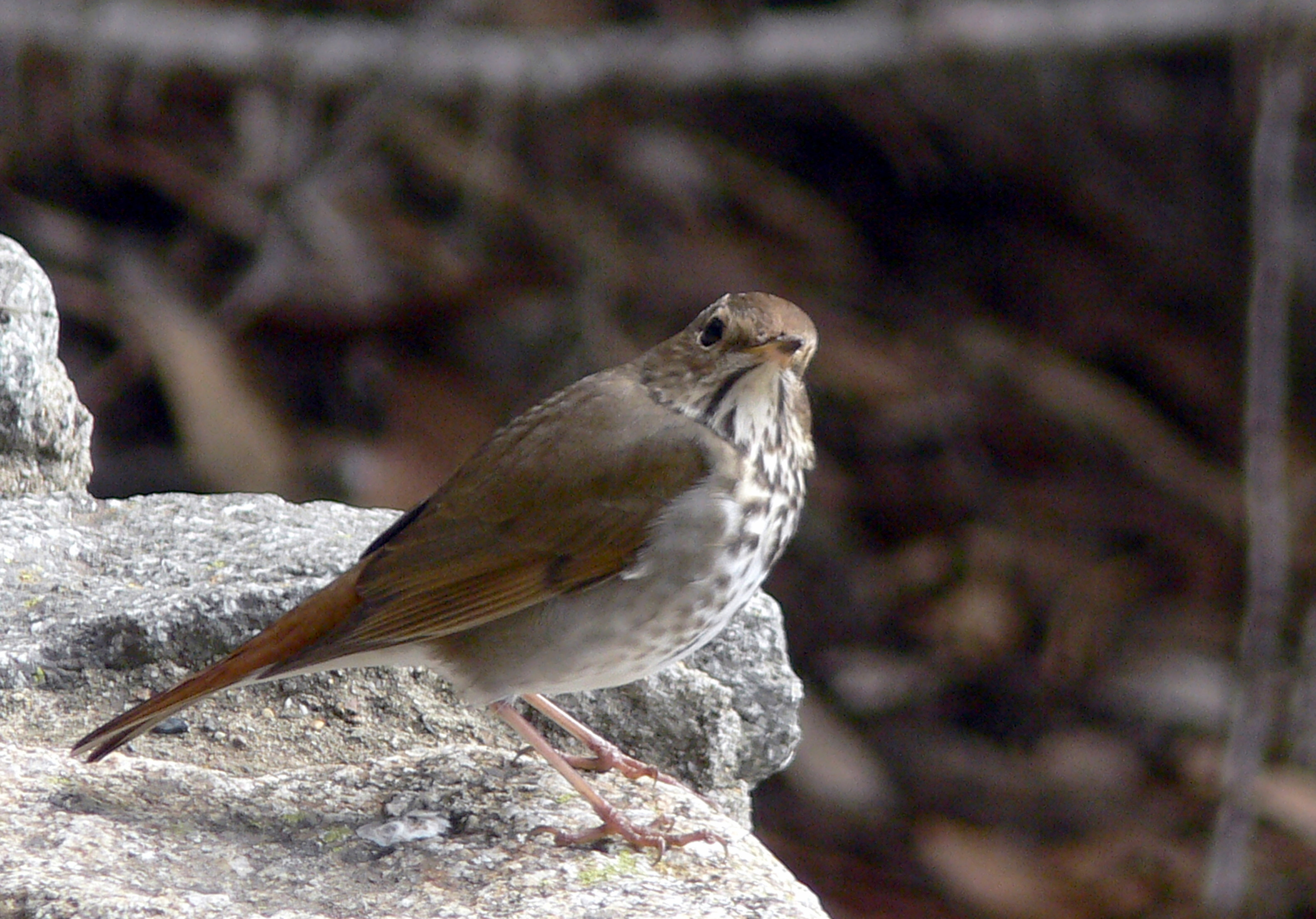

Med sina 15–17 cm är eremitskogstrasten en jämförelsevis liten trast. Fjäderdräkten är på ovansidan gråbrun med varmare brunt på delar av vingen. Stjärten är till skillnad hos andra nordamerikanska arter i släktet Catharus rödbrun. Undersidan är vit med kraftig svart fläckning på bröstet. Den har också tydlig vit orbitalring och kort ljust ögonbrynsstreck. Näbben är mörk och benen skära. I Europa är förväxlingsrisk med sydnäktergal reell med likartat färgad översida och stjärt, men teckningen på undersidan skiljer sig mycket tydligt.

## Läten
Sången är flöjtande, bestående av en lång vissling följt av två eller tre vridna fraser på jämn tonhöjd som dör ut på slutet. Lätet beskrivs som ett lågt och mjukt "chup". I flykten hörs klara sorgsamma "peew".

## Utbredning och systematik
Den häckar i Nordamerikas barrskogar och flyttar på hösten till övervintringslokaler i södra USA och Centralamerika. Enstaka exemplar har sällsynt observerats i Västeuropa, främst på Brittiska öarna. I Sverige har den påträffats en enda gång, 27 april 1988 i Höganäs, Skåne.

### Underarter
Eremitskogstrasten delas in i tre grupper av nio underarter med följande utbredning:
- guttatus-gruppen
  - Catharus guttatus guttatus – Alaskahalvön till sydvästra Kanada, vintertid till centrala Mexiko
  - Catharus guttatus nanus – kustnära sydöstra Alaska och västra British Columbia, vintertid till Baja California
  - Catharus guttatus vaccinius – Vancouver Island, vintertid till kustnära centrala Kalifornien
  - Catharus guttatus slevini (inklusive jewetti[7]) – Washington och Oregon till centrala Kalifornien, vintertid till nordvästra Mexiko
- auduboni-gruppen
  - Catharus guttatus sequoiensis – Sierra Nevada i Kalifornien och västra Nevada, vintertid till norra Mexiko
  - Catharus guttatus polionotus – östra Washington till östcentrala Kalifornien, Nevada och sydvästra Utah
  - Catharus guttatus auduboni (inklusive munroi[7]) – Klippiga bergen i sydvästra USA söderut till New Mexico, vintertid till Guatemala
- faxoni-gruppen
  - Catharus guttatus faxoni – Yukon och norra Kanada till östra USA, vintertid till Florida
  - Catharus guttatus crymophilus – Newfoundland, vintertid till sydöstra USA

Underarten vaccinius inkluderas ofta i nanus.

## Ekologi
Eremitskogstrasten är mycket skygg och försiktig och håller sig oftast dold utom när den sjunger. Den trivs i undervegetation i skogar, framför allt nära öppningar eller skogskanter.
I östra USA placeras boet på marken, i träd i västra USA, ibland även på lite mer udda ställen som på gravstenar, på golfbanor eller i gruvschakt. Honan bygger boet av gräs, löv, barr, lera och träbitar där hon lägger tre till sex ljusblå ägg som ruvas i 11-13 dagar.
Under häckningstid äter eremitskogstrasten huvudsakligen insekter som skalbaggar, fjärilslarver, bin, myror, getingar och flugor. Vintertid äter de mer frukt och vilda bär. Den födosöker genom att plocka upp löv med näbben eller skaka gräs med sina fötter. Vintertid följer den meståg med exempelvis guldkronad kungsfågel, amerikansk talltita och amerikansk trädkrypare.

## Status och hot
Arten har ett stort utbredningsområde och en stor population, och tros öka i antal. Utifrån dessa kriterier kategoriserar IUCN arten som livskraftig (LC). Världspopulationen uppskattas till 40 miljoner individer.